# Флаг Беларуси
Флаг Белару́си (бел. Сцяг Рэспублікі Беларусь, Флаг Рэспублікі Беларусь) — официальный государственный символ Беларуси наряду с гербом и гимном. Был утверждён 7 июня 1995 года по результатам референдума от 14 мая, заменив бело-красно-белый флаг, использовавшийся с 1991 года.
Беларусь — единственная из стран бывшего СССР, не считая непризнанного Приднестровья, восстановившая советский флаг (с небольшими изменениями). Современный флаг следует образцу флага Белорусской ССР, принятого в 1951 году, из которого были удалены советские символы — серп, молот и звезда, а цвета орнамента инвертированы — сейчас он отображается красным на белом фоне (на флаге Белорусской ССР орнамент был белым на красном фоне).
Второе воскресенье мая является государственным праздником — Днём Государственного герба Республики Беларусь и Государственного флага Республики Беларусь.
Эталон флага находится в Национальном архиве Республики Беларусь.

## История

### Флаг Белорусской ССР
Современный флаг Беларуси во многом схож с флагом Белорусской ССР и утверждённым 25 декабря 1951 года. Автором флага является Николай Гусев, информация о неком Михаиле Гусеве возникла в результате ошибки, допущенной в книге А. Н. Басова и И. М. Куркова «Флагі Беларусі ўчора і сёння», вышедшей в 1994 году, в чём признался один из её авторов.
В 1945 году Беларусь стала страной — учредителем ООН. Так как её флаг почти ничем не отличался от флагов РСФСР и Украинской ССР, то было принято решение внести изменения в государственный флаг, показывающий национальные особенности белорусов. 25 декабря 1951 года Указом Президиума Верховного Совета Белорусской ССР «О государственном флаге Белорусской ССР» был утверждён изменённый флаг БССР. 8 мая 1956 года вышло «Положение о государственном флаге Белорусской ССР», согласно которому:

Государственный флаг Белорусской Советской Социалистической Республики является символом государственного суверенитета Белорусской ССР, добровольного объединения Белорусской ССР с другими равноправными республиками в братский Союз Советских Социалистических Республик и нерушимого союза рабочих и крестьян в борьбе за построение коммунистического общества.

Государственный флаг Белорусской ССР представляет собой полотнище, состоящее из двух горизонтально расположенных цветных полос: верхней красного цвета, составляющей две трети ширины, и нижней зелёного цвета, составляющей одну треть ширины флага, с изображением на верхнем левом углу красной полосы золотых серпа и молота и над ними красной пятиконечной звезды, обрамлённой золотой каймой. У древка вертикально расположен белорусский национальный орнамент белого цвета на красном поле, составляющем 1/9 длины флага. Отношение ширины к длине 1:2.

### Бело-красно-белый флаг
В 1917 году многие белорусы считали своим государственным флагом полотнище красного цвета с изображением белой Погони. Во время Февральской революции в Российской империи белорусские организации Петрограда обратились к молодому архитектору Клавдию Дуж-Душевскому для создания флага белорусского национального движения. Он сделал несколько проектов флага, из которых был принят бело-красно-белый. Точная дата утверждения эскиза неизвестна. С 5 по 18 декабря 1917 года под бело-красно-белыми флагами прошёл Первый Всебелорусский конгресс. В 1918 году бело-красно-белый флаг был принят в качестве государственного символа Белорусской Народной Республики.
После придания Декларации о государственном суверенитете Белорусской ССР статуса конституционного закона и переименования в Республику Беларусь, 19 сентября 1991 года Верховный Совет Республики принял Закон «О Государственном флаге Республики Беларусь», утвердивший бело-красно-белый флаг. Согласно описанию:

Государственный флаг Республики Беларусь представляет собой прямоугольное полотнище, которое состоит из трёх горизонтально расположенных цветных полос равной ширины: верхней и нижней белого, а средней красного цвета. Отношения ширины флага к его длине — 1:2.
Существует несколько версий происхождения бело-красно-белого флага. Белый и красный цвета характерны для белорусской культуры, например, красные элементы на белой основе считаются самым распространённым сочетанием цветов в белорусском орнаменте. Другая версия связана с гербом «Погоня»: белый цвет гербовой фигуры — всадника — стал главным цветом флага, а цвет щита (красный) — дополнительным. Цвета флага расшифровываются аналогично цветам герба.

### Референдум о символике
Бело-красно-белый флаг был негативно воспринят частью белорусского общества, в том числе ветеранами, из-за его использования белорусскими коллаборационистами во время оккупации БССР войсками вермахта в годы Второй мировой войны. Так, например, Республиканский совет Организации ветеранов дважды, 19 мая и 20 августа 1993 года, ходатайствовал перед Верховным Советом об отмене законов о государственных символах Беларуси. В 1995 году 74 депутата Верховного Совета обратились к Александру Лукашенко с просьбой инициировать республиканский референдум «Об отношении населения Республики Беларусь к официальной символике» с одновременной обязательной разработкой новых символов. Референдум состоялся 14 мая 1995 года, по итогам которого флаг был заменён.
Но законность данного референдума под сомнением. Вынесенные вопросы нарушали Закон «О всенародном голосовании (референдуме)» от 13 июня 1991 г.
И изменение государственного языка предполагало внесение поправки в статью 17 Конституции Беларуси. Согласно статье 148-2 Конституции, поправки в Конституцию не могли вноситься в последние шесть месяцев полномочий Верховного Совета. Наумчик подчёркивает, что Выборы в Верховный Совет 13 созыва были назначены на один день с референдумом, следовательно, если бы Верховный Совет был в тот день избран в полном составе, полномочия старого созыва закончились бы не позже, чем через три месяца после дня голосования. Это указывается в качестве второй причины, почему данный референдум нелегитимный.
Верховный Совет отказывался утвердить три вопроса референдума из четырёх, предложенных президентом, до того момента, как против депутатов от БНФ, объявивших голодовку в стенах парламента, было применено физическое насилие. Наумчик расценивает применение сил ОМОНа против депутатов БНФ как угрозу другим депутатам, после которой они всё же утвердили вопросы. Таким образом, назначение референдума сопровождалось нарушением закона «О статусе депутата Верховного Совета Республики Беларусь», Временного регламента Верховного совета и Уголовного кодекса.
В следующем месяце, 7 июня 1995 года, вышел Указ Президента Республики Беларусь № 214 «Об утверждении Положения о Государственном флаге Республики Беларусь».
Александр Лукашенко предлагал провести референдум о символике ещё в 1993 году, но не был поддержан Верховным Советом. 21 марта 1995 года президент предложил вариант флага из трёх полос: зелёной, красной (широкой) и зелёной. Выдвинутый на референдум проект флага появился 23 марта 1995 года.
Сам Александр Лукашенко утверждал, что принятие бело-красно-белого флага в качестве государственного было поспешным решением и что выдвижение на референдум видоизменённого флага Белорусской ССР, — сохранение результатов конкурса от 1951 года на лучший вариант флага, в проведении которого принимали участие такие известные белорусские писатели, как Якуб Колас и Михась Лыньков.
25 ноября 1996 года Александр Лукашенко выступил перед победителями конкурса на лучший пояснительный текст для новых флага и герба.

### Отношение оппозиции
Бело-красно-белый флаг больше не является государственным и на сегодняшний день используется белорусской оппозицией, а также некоторыми белорусами за рубежом. Министерство культуры Республики Беларусь отказывается признать его, в отличие от герба «Погоня», историко-культурной ценностью.
Большое возмущение оппозиции вызвало поведение Ивана Титенкова, бывшего управделами президента, и других высокопоставленных чиновников, которые, не дожидаясь официальной смены символики, разорвали бело-красно-белый флаг, висевший на крыше здания Дома правительства, и на оставшихся кусках оставили свои автографы. Лидеры белорусской оппозиции пытались добиться для них наказания. Согласно выводам белорусской прокуратуры, чиновники таким образом убирали повреждённое непогодой полотнище.
Существует мнение, что в 1991 году в Дом правительства бело-красно-белый флаг внёс лично Александр Лукашенко. Сергей Наумчик, бывший в то время депутатом Верховного Совета Республики Беларусь, называет это мифом: флаг в Дом правительства внесла Галина Семдянова, а сам Александр Лукашенко отказался от новых депутатских бело-красно-белых значков и продолжал носить красно-зелёный.

### Отношение в обществе
Согласно проведённому в ноябре 2021 года опросу, положительно относятся к современному гербу и флагу 49 % белорусов, к БЧБ флагу и гербу с погоней 26 %. При этом 25 % белорусов не отметили привязанности к каким-либо символам.

## Описание
Современное описание флага регулируется различными нормативными правовыми актами. К основным относятся Закон Республики Беларусь от 5 июля 2004 года № 301-З «О государственных символах Республики Беларусь», ставший преемником Указа Президента Республики Беларусь от 7 июня 1995 года; стандарт СТБ 911—2008, сменивший стандарт РСТ 911-91. Описание флага в стандарте следующее:
Государственный флаг представляет собой прямоугольное полотнище, состоящее из двух горизонтально расположенных цветных полос: верхней – красного цвета и нижней – зелёного цвета. Отношение ширины полос красного и зелёного цвета – 2:1. Отношение ширины государственного флага к его длине – 1:2. У древка вертикально расположен белорусский национальный орнамент красного цвета на белом поле, составляющем 1/9 длины флага без учёта припуска на карман или штакорину для крепления на древко (флагшток).

Длина флага ограничивается от кармана древка вертикальной красной полосой шириной, равной 1/21 орнамента по горизонтали.
О флагштоке в Законе Республики Беларусь от 5 июля 2004 года продолжается:
…на древке (флагштоке), которое окрашивается в золотистый (охра) цвет. Отношение ширины Государственного флага Республики Беларусь к длине древка – 1:3
Первоначально ширина орнамента составляла 1/12 длины флага, и сам орнамент располагался по центру белого поля. В 2009 году Комитет по стандартизации Республики Беларусь принял в описание флага некоторые изменения, в которых пропорции орнамента были убраны.
Постановлением Госстандарта Республики Беларусь № 12 от 10 февраля 2012 года были приняты изменения в орнаменте флага, а изображение флага было приведено в соответствие с его описанием. Изменение было введено в действие с 1 мая 2012 года.

### Цвета
Цвета флага регулируются стандартом СТБ 911—2008. Согласно ему, требования к цветовым характеристикам материала флага следующие:
| Цвет    | Координаты цветности в единицах цветности | Координаты цветности в единицах цветности | Y10        |
| Цвет    | x10                                       | y10                                       | Y10        |
| ------- | ----------------------------------------- | ----------------------------------------- | ---------- |
| Красный | 0,553 ± 0,010                             | 0,318 ± 0,010                             | 14,8 ± 1,0 |
| Зелёный | 0,297 ± 0,010                             | 0,481 ± 0,010                             | 29,6 ± 1,0 |

Координаты цветности приведены в колометрической системе МКО (CIE) 1964 года при освещении стандартным источником света D65 и для углового поля зрения 10°. Раньше в качестве цветовой модели как для бело-красно-белого, так и для красно-зелёного флага использовался Атлас цветов ВИА легпрома 1986 года.

### Навершие
На флагштоке флага может располагаться наконечник (навершие), «ромбовидной формы с изображением пятиконечной звезды, аналогичной её изображению на Государственном гербе Республики Беларусь. Наконечники изготавливаются из металла жёлтого цвета».
До 2004 года наконечники использовались только при проведении церемоний и других торжественных мероприятий; после 2004 года также стали устанавливаться в служебных кабинетах крупных белорусских государственных служащих (президента, председателей Палат Национального собрания Республики Беларусь, премьер-министра, председателей Конституционного, Верховного и Высшего Хозяйственного Судов и других).
Для бело-красно-белого флага также использовалось навершие, аналогичное навершию, которое стало использоваться с 1995 года, за исключением того, что вместо звезды использовался крест, аналогичный кресту белорусского варианта герба «Погоня» (патриарший крест с двумя перекладинами).

## Значения
В целях создания более развёрнутого описания государственных символов, нежели то, что было помещено в Указы № 213 и № 214 («Об утверждении эталона Государственного герба Республики Беларусь и Положения о Государственном гербе Республики Беларусь» и «Об утверждении Положения о Государственном флаге Республики Беларусь»), решением главы Администрации президента Михаила Мясниковича от 21 декабря 1995 года был объявлен конкурс на лучший пояснительный текст к новым государственным символам, который завершился в мае 1996 года. В нём приняло участие 22 автора, представивших 27 текстов.
На основании текстов победителей конкурса жюри приняло решение создать объединённый текст. В работе над этим текстом приняли участие Александр Михальченко, Эдуард Скобелев, Вячеслав Носевич, Сергей Рассадин (они же были частью жюри). Лучшими были признаны работы Александра Савицкого и Владимира Понсуева. Второе место заняли Леонид Поболь, Бронислав Спринчан и Валерий Космылёв.
В своём выступлении на встрече с победителями конкурса 25 сентября 1996 года Александр Лукашенко так пояснил значения цветов флага и его орнамента:
Красный цвет на нашем флаге – это цвет победоносных штандартов грюнвальдской победы белорусских полков над крестоносцами. Это цвет знамён дивизий Красной Армии и белорусских партизанских бригад, освобождавших нашу землю от фашистских оккупантов и их прислужников. Зелёный цвет воплощает надежду, весну и возрождение; это цвет наших лесов и полей. Белый цвет – воплощение духовной чистоты.

В орнаменте флага использованы символы земледелия – ромбы, древнейшие графические вариации которых известны археологам по находкам на территории Республики Беларусь.

### Красный цвет
Красный цвет в современном белорусском флаге символизирует:
- особое значение, которое придавали славяне красному цвету;
- пролитую кровь участников революционного движения в Российской империи, которое началось примерно со второй половины XIX века;
- господствующее положение красного цвета в СССР.

### Зелёный цвет
Зелёный цвет символизирует:
- племя дреговичей, проживавшее на юге современной Республики Беларусь и, как утверждают некоторые историки, получившее своё название от особенностей местности, в которой они обитали;
- леса и болота страны;
- весеннее пробуждение природы после зимы.

### Белый цвет
Белый цвет, использующийся в качестве основы для орнамента, символизирует:
- свет полуденного солнца;
- гостеприимство белорусов;
- свободу, чистоту и непорочность страны;
- название страны («Белая Русь»).

### Орнамент
В основе орнамента на флаге лежит узор «Восходящее солнце», вытканный в 1917 году Матрёной Маркевич, крестьянкой деревни Костелище современного Сенненского района Витебской области. Он был найден в архивах Белпромсовета и изначально предназначался для женской одежды.
Основной элемент — расположенный в центре орнамента ромб. Он является древним символом восходящего солнца. Фигуры справа и слева от ромба — символ благосостояния и богатства. Две крестообразно пересечённые линии с четырьмя точками между ними внутри ромба означают засеянное поле. Советский историк Борис Рыбаков ссылается на древний иероглиф 田, обозначающий поле, и приводит также записи этнографа Владимира Богданова об обычае в Беларуси в XIX веке, согласно которому глава семьи должен был освятить участок земли будущего жилища. Для этого он чертил на земле большой квадрат, разбивал его на 4 равных квадрата и отправлялся на «все четыре стороны». Затем брал с четырёх полей по большому камню и укладывал в центре каждого квадрата. После этого земля считалась освящённой. Также центральный ромб, обозначающий пожелание благоприятного развития событий, называют «ключом к счастью».
Попарно соединённые ромбы вверху и внизу орнамента — символ продолжения жизни, возобновляющихся хлебов. Между ними и центральной фигурой проходят линии из четырёх прямоугольников с чёрточками, отходящими со всех сторон. Они называются «вотивными знаками», которые обозначают пожелание о том, чтобы сбывалось всё, что человек просит.
Также ромбы с точками внутри (а также центральный ромб, у которого точки в каждой из его четырёх частей) называются «шашечными ромбами» или «ромбо-точечным орнаментом». Такие ромбические композиции присущи трипольской археологической культуре эпохи энеолита.
Сергей Рассадин полагает, что ромбы восходят к верхнепалеотической эпохе и в их основе лежит естественный, образованный дентином ромбовидный узор, который можно увидеть на срезе бивня мамонта.
Изначально на флаге 1951 года орнамент был белым на красном фоне. На нынешнем флаге орнамент красного цвета на белом фоне. Полагается, что такое сочетание больше соответствует белорусскому орнаментальному искусству, в котором на белую основу наносятся цветные узоры.
Считается, что Беларусь была одной из первых стран, использовавшей национальный орнамент в качестве элемента государственного флага. Позднее национальные орнаменты появились на флагах Казахстана и Туркменистана после обретения этими странами независимости.

## Использование

### Правила использования флага гражданами Беларуси
Согласно статье 5 Закона Республики Беларусь № 301-З государственный флаг может использоваться гражданами «во время народных, трудовых, семейных праздников, в том числе и без использования флагштока при обеспечении необходимого уважения к флагу». Также настольный вариант флага «может быть установлен в помещениях, используемых организациями и гражданами Республики Беларусь».
Правила использования флага на морских и речных судах
Согласно статье 5 Закона Республики Беларусь № 301-З, флаг может устанавливаться на зарегистрированных в Беларуси морских и речных судах.
Более конкретно данный вопрос рассматривается в Кодексе торгового мореплавания Республики Беларусь, Кодексе внутреннего водного транспорта Республики Беларусь и др. Согласно статье 16 Кодекса торгового мореплавания, а также статье 37 Кодекса внутреннего водного транспорта право плавания, под государственным флагом Республики Беларусь предоставляется судам:
- находящимся в государственной собственности;
- находящимся в собственности юридических либо физических лиц, в том числе иностранных, а также лиц без гражданства, постоянно проживающих в Беларуси;
- эксплуатируемым физическими или юридическими лицами Беларуси на основании договора аренды судна без экипажа (бербоут-чартера) или договора лизинга.

Судно приобретает данное право только после регистрации его в Государственном реестре морских судов Республики Беларусь или судовой книге (статья 17). Если судно имеет право плавать под государственным флагом Республики Беларусь, то оно имеет национальность Беларуси и обязано нести на себе её флаг (статья 19).

### Правило использования флага государственными учреждениями
Флаг постоянно устанавливается на зданиях следующих госучреждений:
- на здании резиденции президента (за исключением случаев, когда поднимается штандарт президента);
- на здании палат Национального собрания;
- на здании Совета министров;
- на зданиях госорганов, подчинённых президенту и правительству (Совету министров);
- на зданиях судов;
- на зданиях органов прокуратуры;
- на зданиях учреждений Национального банка;
- на зданиях местных Советом депутатов и исполкомов (на зданиях, где проводятся их заседания — на время проведения заседаний).

### Правила использования флага войсками
Согласно статье 5 Закона № 301-З флаг может устанавливаться «в объединениях, соединениях и воинских частях Вооружённых Сил Республики Беларусь, других войск и воинских формирований, создаваемых в соответствии с законодательством Республики Беларусь, — в соответствии с общевоинскими уставами Вооружённых Сил Республики Беларусь».

### Примеры
- Драбо Владимир Никандрович — поднял флаг Республики Беларусь на Северном и Южном полюсах[57].

## Уголовная ответственность за надругательство над флагом
Уголовная ответственность за надругательство над государственными символами Республики Беларусь (в частности, над флагом) определяется статьёй 370 Уголовного кодекса Республики Беларусь. В ней говорится, что надругательство над флагом влечёт за собой общественные работы или штрафы, или исправительные работы на срок до двух лет, или арест на срок до трёх месяцев, или ограничение свободы на срок до одного года.

## Штандарт президента Республики Беларусь
Президент Республики Беларусь имеет свой флаг (штандарт). Он появился в 1997 году и, как и штандарты некоторых других глав государств (например, России), представляет собой государственный флаг, на который наложен государственный герб. Полное описание штандарта следующее:
Штандарт (флаг) Президента Республики Беларусь представляет собой прямоугольное полотнище из трёх цветных полос (цвета Государственного флага Республики Беларусь): двух горизонтально расположенных (верхней – красного цвета шириной в 2/3, нижней – зелёного цвета шириной в 1/3 ширины полотнища) и вертикальной полосы (около древка) белого цвета шириной в 2/9 ширины полотнища, где вертикально размещён белорусский национальный орнамент красного цвета, рисунок которого повторяет рисунок орнамента на Государственном флаге Республики Беларусь. Отношение ширины штандарта (флага) к его длине – 1:1,2. В центре части полотнища из горизонтальных полос (красного и зелёного цвета) – золотое изображение Государственного герба Республики Беларусь. Полотнище штандарта (флага) окаймлено золотистой бахромой.

На древке штандарта (флага) крепится серебряная скоба с выгравированными фамилией, именем и отчеством президента Республики Беларусь. Древко штандарта (флага) увенчано металлическим навершием ромбовидной формы с изображением пятиконечной звезды, аналогичной её изображению на Государственном гербе Республики Беларусь.
Штандарт президента Республики Беларусь устанавливается:
- над резиденцией президента в Минске;
- над резиденциями во время пребывания в них президента;
- на транспортных средствах президента.

Согласно статье 6 Закона «О государственных символах Республики Беларусь», при одновременном поднятии или установлении государственного флага Республики Беларусь и штандарта президента Республики Беларусь государственный флаг должен быть поднят или установлен с левой стороны, а штандарт президента — с правой, если стать лицом к ним.